# Habia bridé
Espèce
Synonymes
- Chlorothraupis carmioli frenata von Berlepsch, 1907[1]
- Chlorothraupis frenata von Berlepsch, 1907[1]
- Habia frenata (von Berlepsch, 1907)[1]

Statut de conservation UICN

 LC UICN 3.1 : Préoccupation mineure
Le Habia bridé (Chlorothraupis frenata) est une espèce de passereaux de la famille des Cardinalidae qui était auparavant placée dans la famille des Thraupidae.

## Répartition
Cet oiseau se trouve localement dans la cordillère des Andes en Bolivie, en Colombie, en Équateur et au Pérou.

## Habitat
Il vit dans les forêts humides subtropicales ou tropicales en plaine et les forêts fortement dégradées.